# Антоніо Маркезано
Антоніо Маркезано (італ. Antonio Marchesano, нар. 18 січня 1991, Беллінцона) — швейцарський футболіст, півзахисник клубу «Цюрих».

## Клубна кар'єра
Народився 18 січня 1991 року в місті Беллінцона. Вихованець футбольної школи клубу «Беллінцона». З 2009 року для отримання ігрової практики Антоніо здавався в оренду в нижчолігові клуби «Б'яскезі» та «Локарно», і лише 2011 року дебютував у рідній «Беллінцоні», де провів наступні два роки своєї кар'єри гравця у Челлендж-лізі, другому за рівнем дивізіоні країни.
З 2013 року два сезони захищав кольори команди клубу «Вінтертур». Тренерським штабом нового клубу також розглядався як гравець «основи», а потім протягом сезону 2015/16 років захищав кольори команди клубу «Б'єн».
Влітку 2016 року став гравцем «Цюриха», з яким у першому ж сезоні виграв Челлендж-лігу, завдяки чому у наступному сезоні Маркезано отримав шанс дебютувати у Суперлізі, а також здобув свій перший трофей — Кубок Швейцарії 2017/18, при цьому саме Маркезано забив вирішальний гол у фіналі в ворота «Янг Бойза» (2:1). Станом на 10 грудня 2018 року відіграв за команду з Цюриха 57 матчів в національному чемпіонаті.

## Виступи за збірні
Протягом 2010—2012 років залучався до складу молодіжної збірної Швейцарії. На молодіжному рівні зіграв у 12 офіційних матчах.

## Титули і досягнення
- Володар Кубка Швейцарії (1):

«Цюрих»: 2017–18
- Чемпіон Швейцарії (1):

«Цюрих»: 2021–22